# Долина чудес

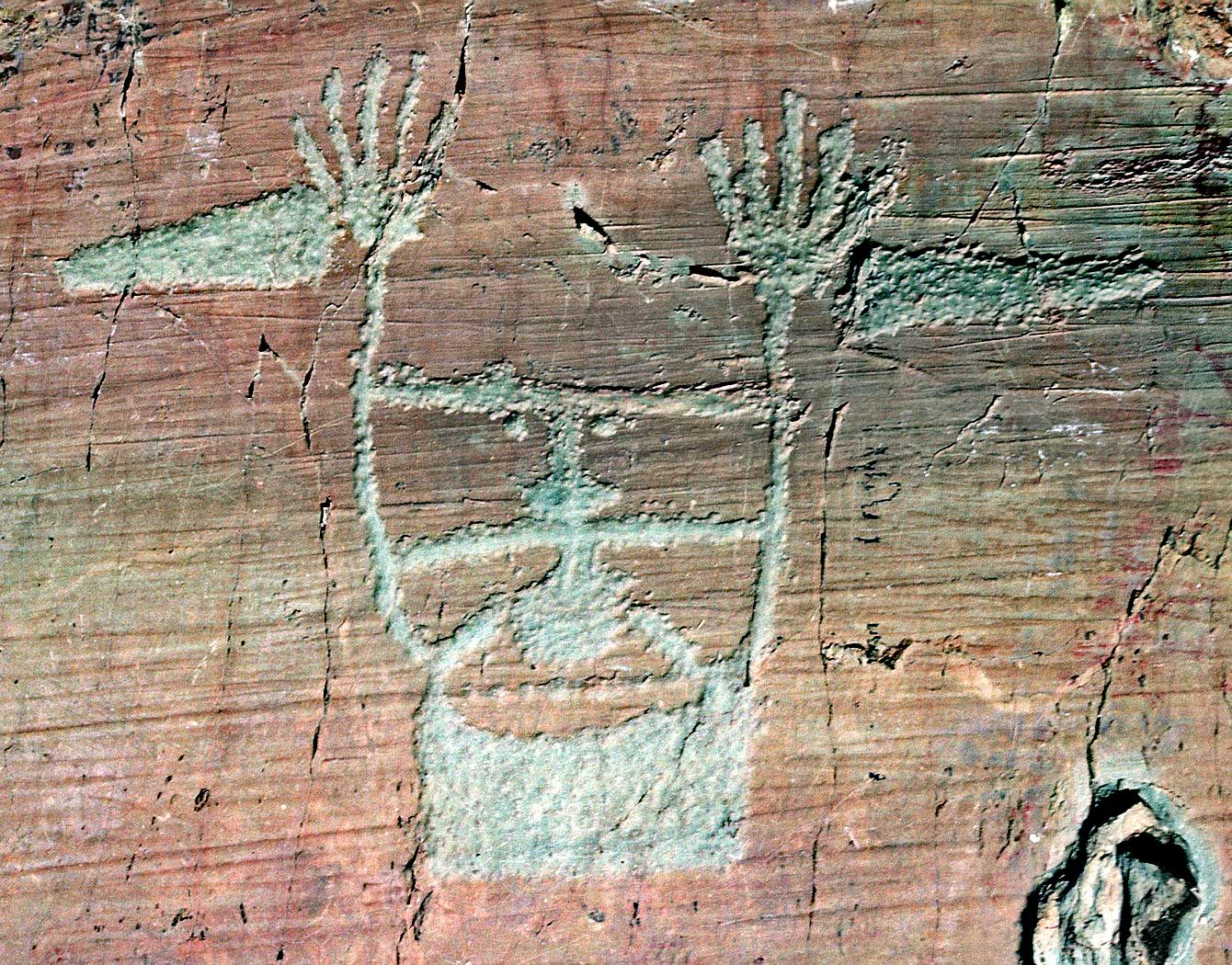
«Чаклун» — петрогліф з Долини чудес

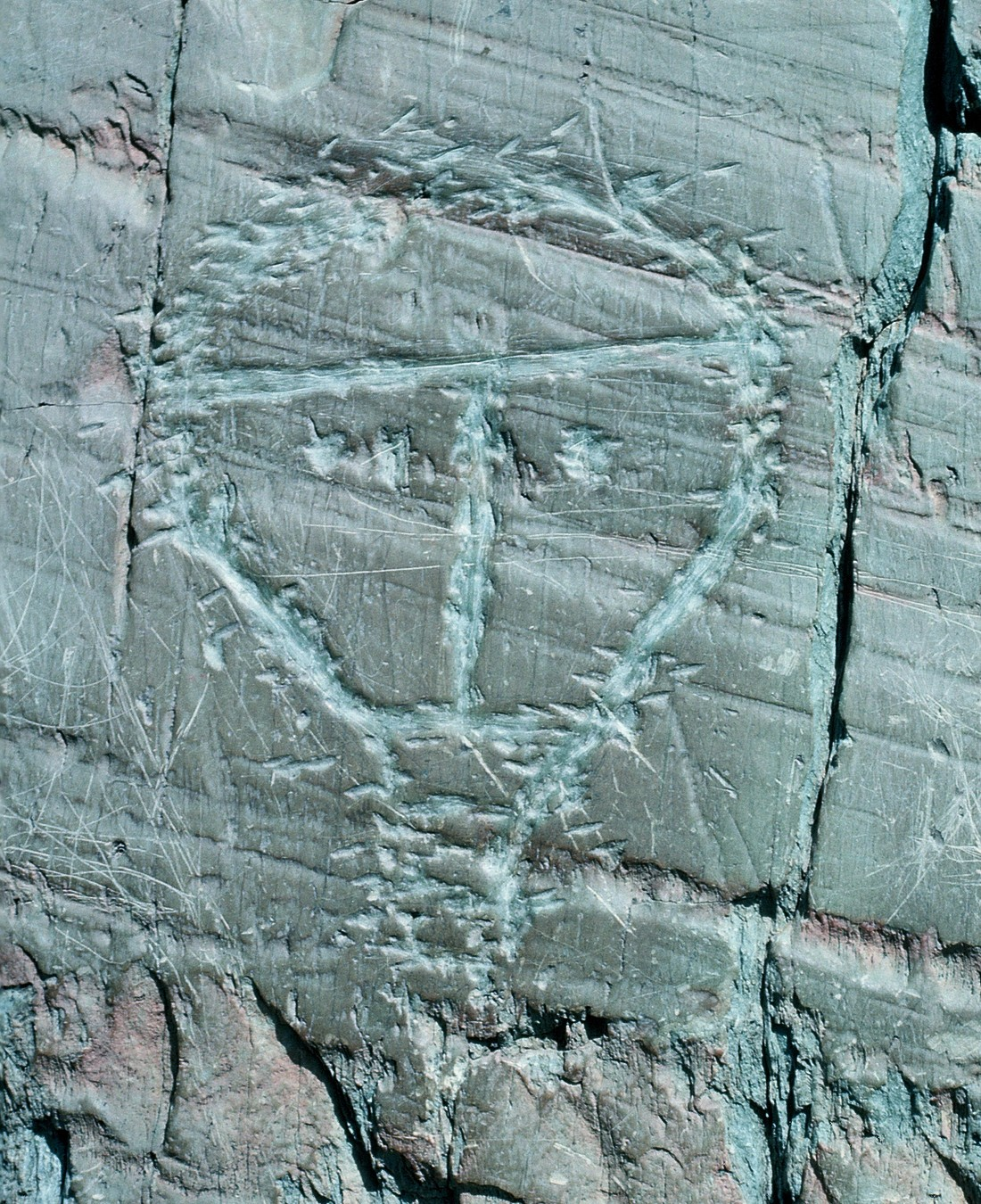
«Доісторичний Христос»

44°56′13.2″ пн. ш. 1°1′35.6″ сх. д. / 44.937000° пн. ш. 1.026556° сх. д.
Долина чудес (італ. Valle delle Meraviglie, фр. Vallée des Merveilles) — долина у французькій комуні Танд, де виявлено понад 40 тис. доісторичних наскельних зображень (петрогліфів) бронзової доби, створених швидше за все з релігійних мотивів. Сенс багатьох петрогліфів незрозумілий, оскільки на них часто зображували геометричні фігури в дивних поєднаннях.
Про долину уперше згадується в хроніках 1650 року, проте наскельні малюнки були описані лише у XIX столітті завдяки старанням італійського вченого Карло Конті. В період 1860—1947 рр. долина входила до складу Італії і була включена в провінцію Кунео, проте після поразки Італії у 2-й світовій війні за Паризьким договором 1947 р. остаточно відійшла Франції.

## Ресурси Інтернету
- Вікісховище має мультимедійні дані за темою: Долина чудес
- (фр.) Entretien avec la directrice du Musée des Merveilles [Архівовано 30 червня 2017 у Wayback Machine.]
- (фр.) Le patrimoine architectural et mobilier de la commune [Архівовано 16 жовтня 2015 у Wayback Machine.] sur le site officiel du ministère français de la Culture (Bases Mérimée, Palissy, Palissy, Mémoire, ArchiDoc), Médiathèque de l'architecture et du patrimoine (archives photographiques) diffusion RMN, et service régional de l'inventaire général de la direction de la Culture et du Patrimoine de la Région PACA
- (фр.) Le site archéologique dit vallée des Merveilles, sur " Patrimages Drac paca " [Архівовано 4 березня 2016 у Wayback Machine.]
- (фр.) Stèle pour stèle dans la Vallée des Merveilles Film en ligne de Robert Field, 1989, 12 minutes. Production SFRS/CERIMES.
- (фр.) La Vallée des merveilles — Les gravures rupestres de l'âge du bronze Film en ligne de Henry de Lumley, 1971, 21 minutes. Production SFRS/CERIMES.
- Refuge Neige et Merveilles au cœur de la Vallée des Merveilles [Архівовано 23 березня 2016 у Wayback Machine.]
- DRAC Provence-Alpes-Côte d'Azur: site archéologique dit vallée des Merveilles [Архівовано 4 березня 2016 у Wayback Machine.]

## Фототека

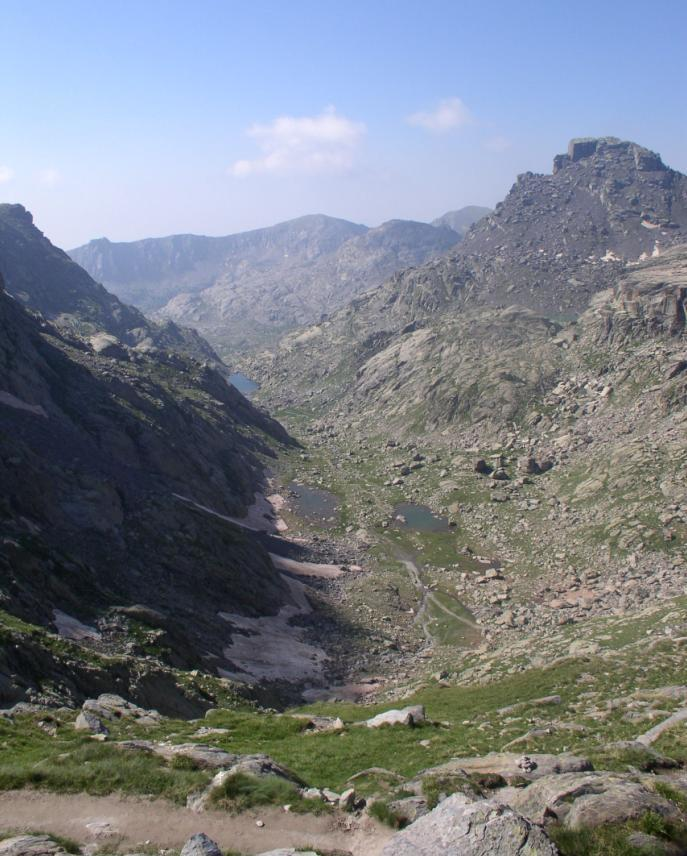
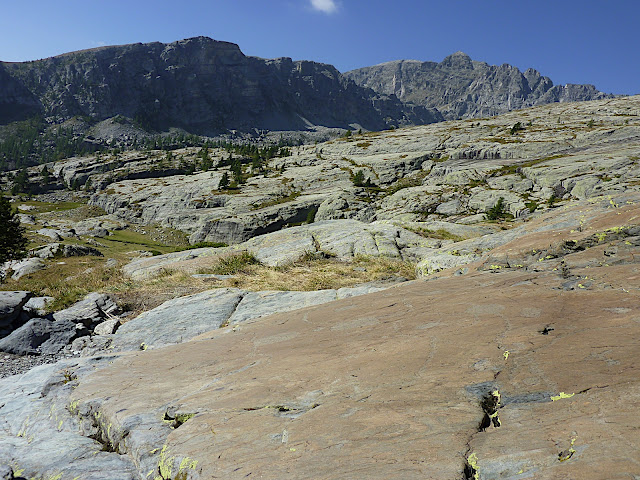
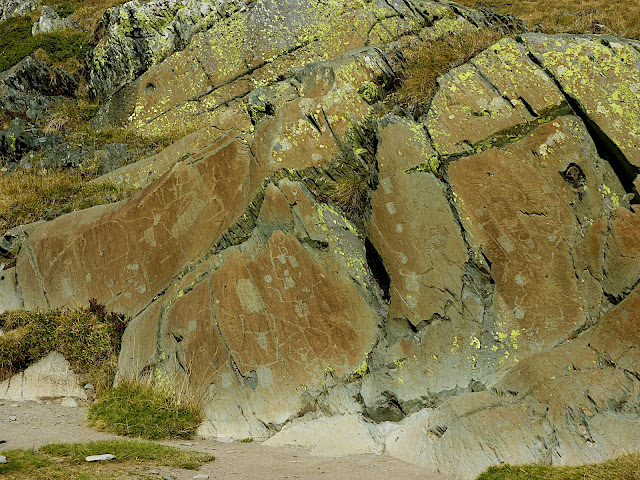
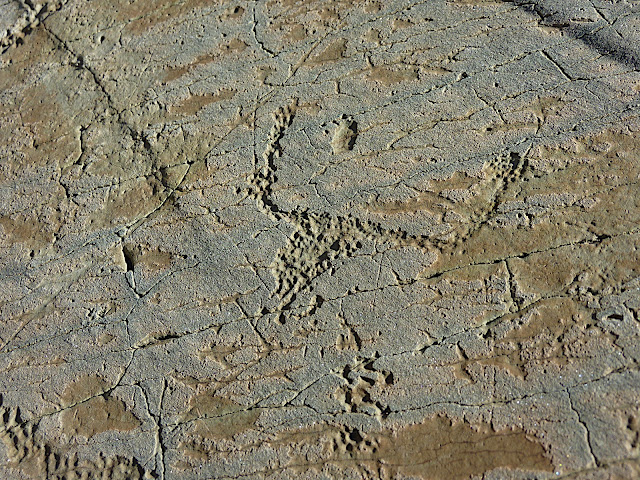
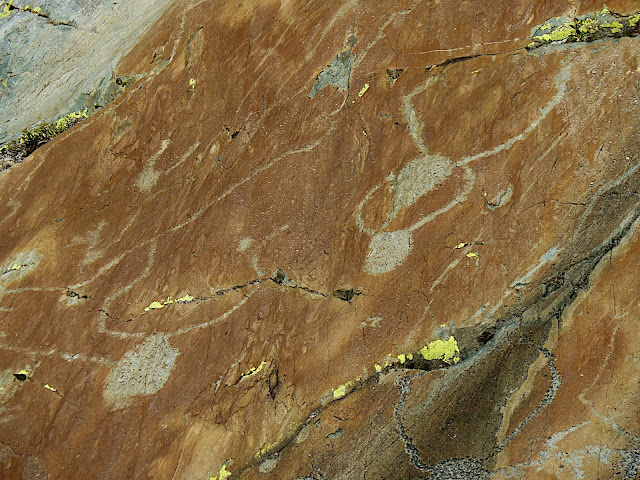
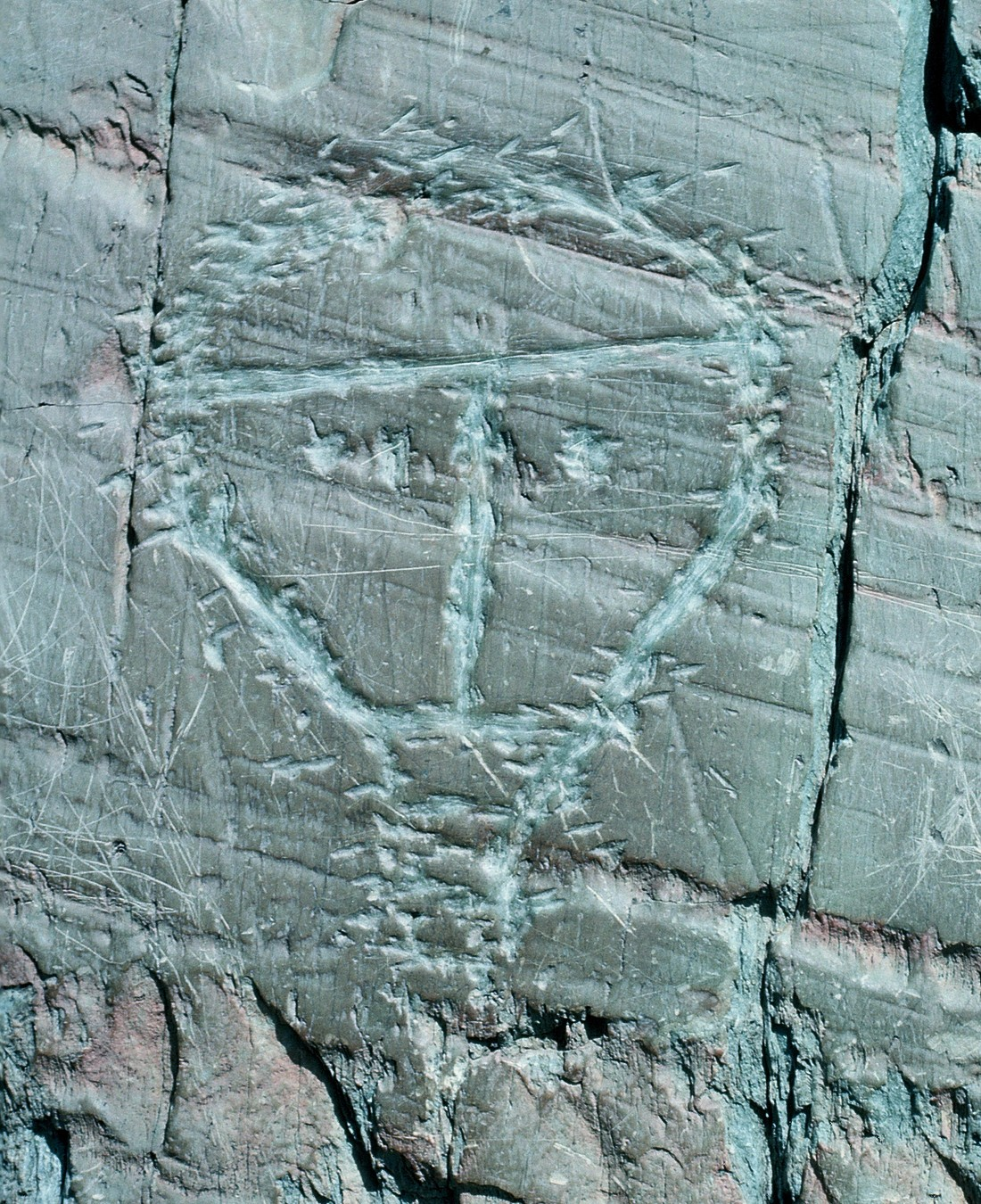
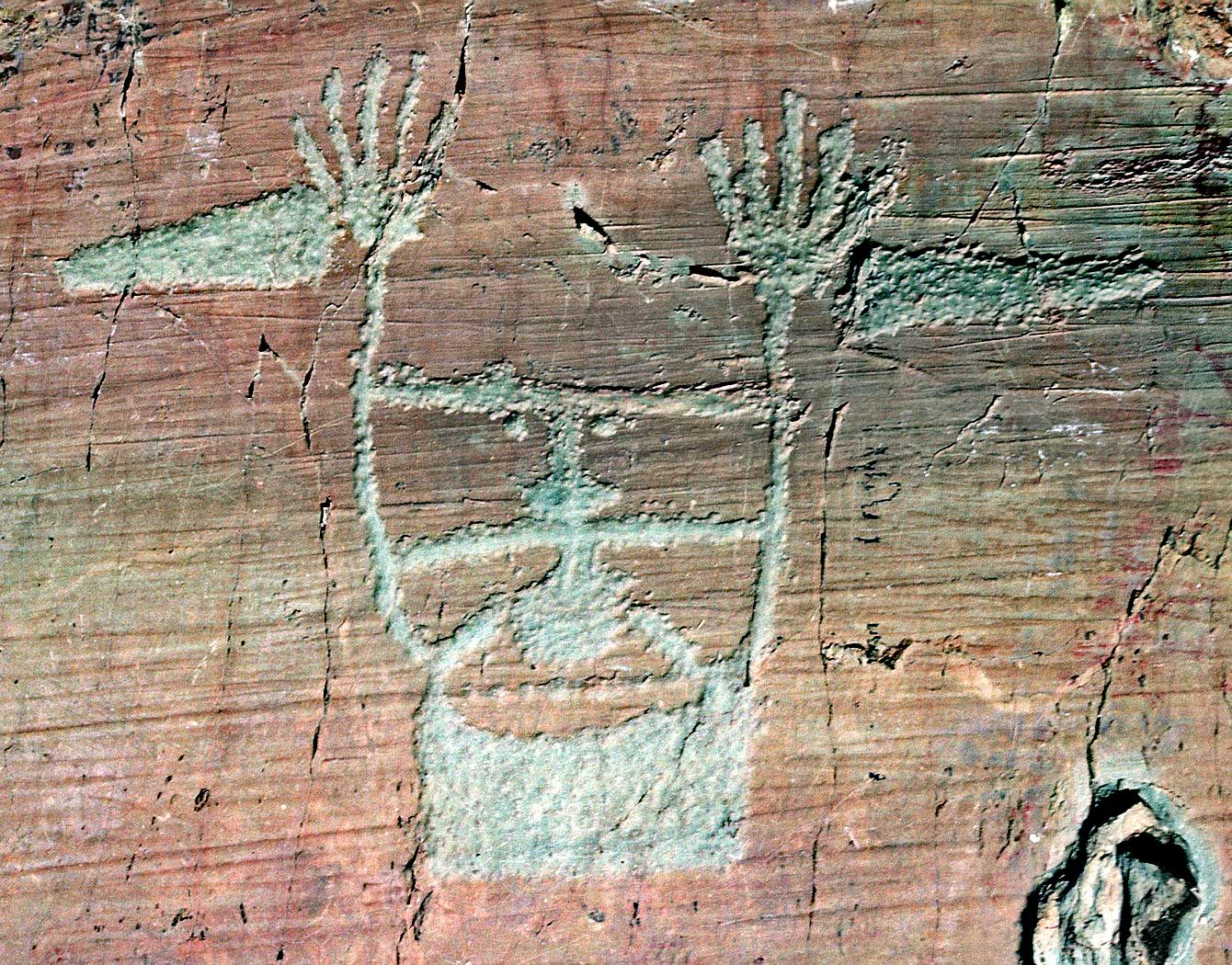
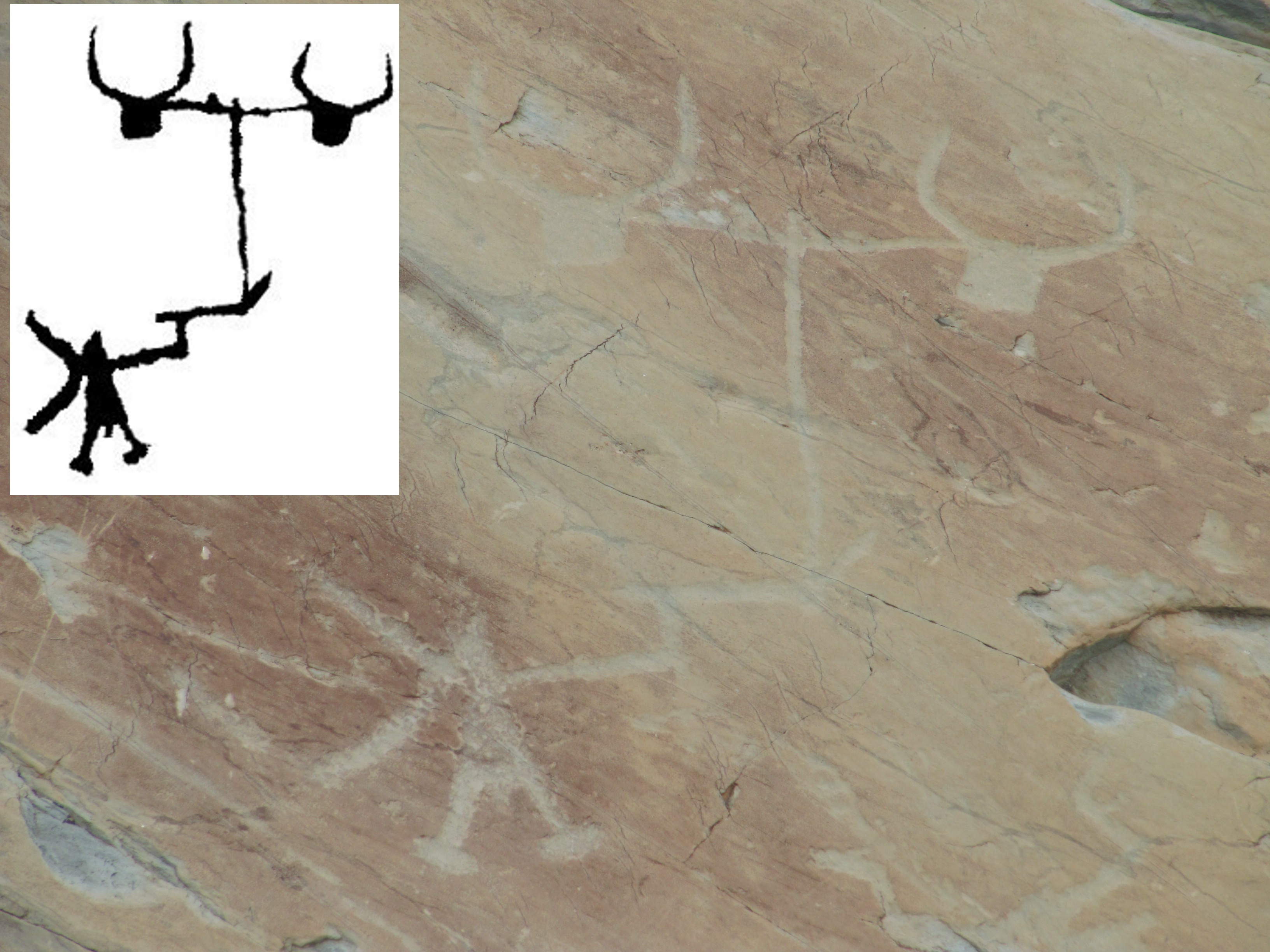
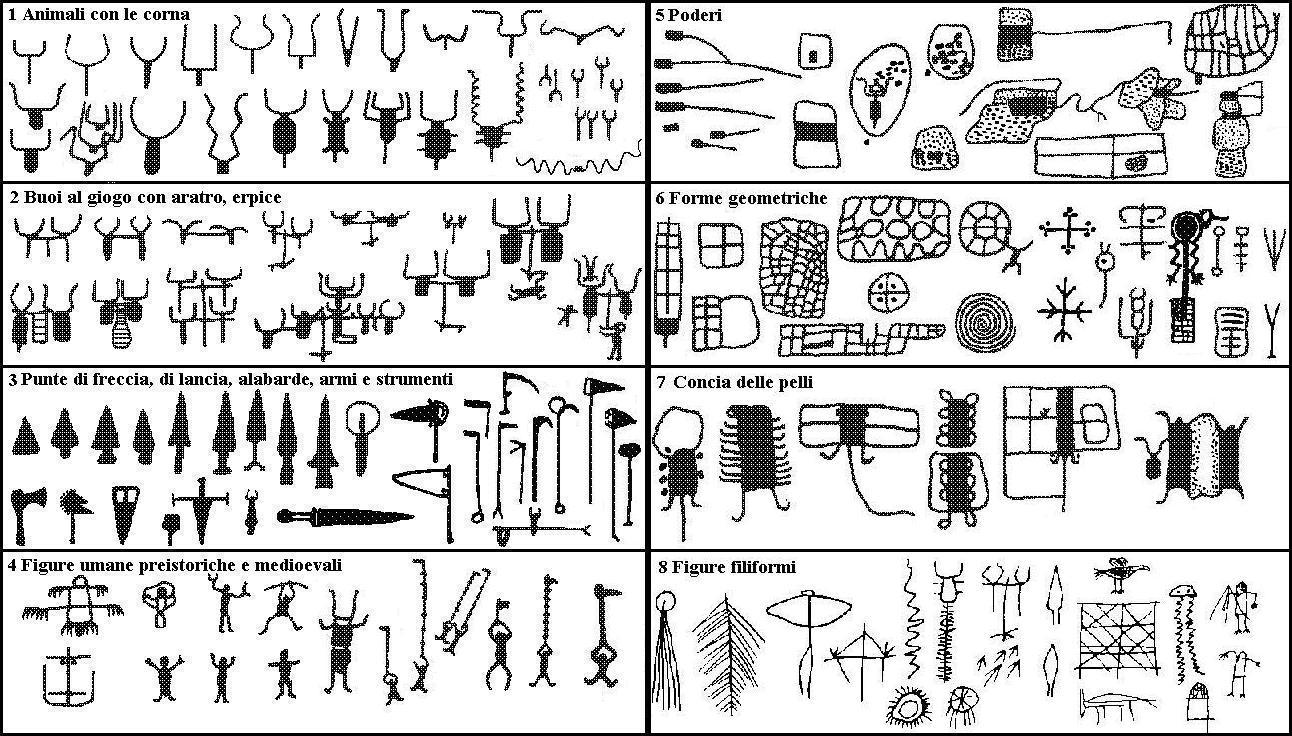